# Promenade Derrière-Bourg
La promenade Derrière-Bourg est située à Lausanne, en Suisse.

## Histoire
En 1823, le terrain, qui était occupé encore quelques années auparavant par des prés et des vignes, est acheté par un comité local, dont font notamment partie Frédéric-César de la Harpe et le conseiller d'État Sylvius Dapples. Le comité y fait créer par le paysagiste André F. Desarzens une promenade publique en 1826 et l'offre à la ville de Lausanne. Les balconnets ornant le mur de soutènement délimitant les deux niveaux datent de 1913. L’aménagement actuel date de 1949 et les lampes fichées dans la terre de 1950. Le graveur et peintre vaudois Albert-Edgar Yersin crée en 1960, à l'occasion d'une exposition d’art paysager, le jardin inférieur,.

## Description
La promenade Derrière-Bourg est située immédiatement à l'est de la place Saint-François, dans le "V" délimité par les avenues Benjamin-Constant et du Théâtre. Elle est construite sur deux niveaux : les jardins supérieur et inférieur. 
La partie supérieure, toute en longueur, conçue à la française, est constituée d'une terrasse de gazon possédant en son centre un bassin, bordée de charmilles en arcades et plantée, au nord, d'une rangée de tilleuls taillés en parasols. Le gazon peut être transformé, selon la saison, en parterre de fleurs. L'entrée ouest de la promenade est décorée d'une fontaine ; œuvre de 2003 d'Ignazio Bettua nommée Le Crapaud de Bourg et la Princesse, elle représente un crapaud aux yeux verts.
Le jardin inférieur est constitué de petits sentiers dallés cheminant entre des bassins connectés par des ruisseaux et des cascades, ornés de rocaille, de buissons, de massifs de fleurs et de touffes de plantes vivaces. Son aspect donne l'impression de se trouver dans un paysage en miniature et ressemble ainsi à l'agrandissement d'une des gravures de son créateur, Albert-Edgar Yersin.
Un mur de soutènement orné de balconnets sépare les deux jardins, qui sont reliés par un escalier,,.

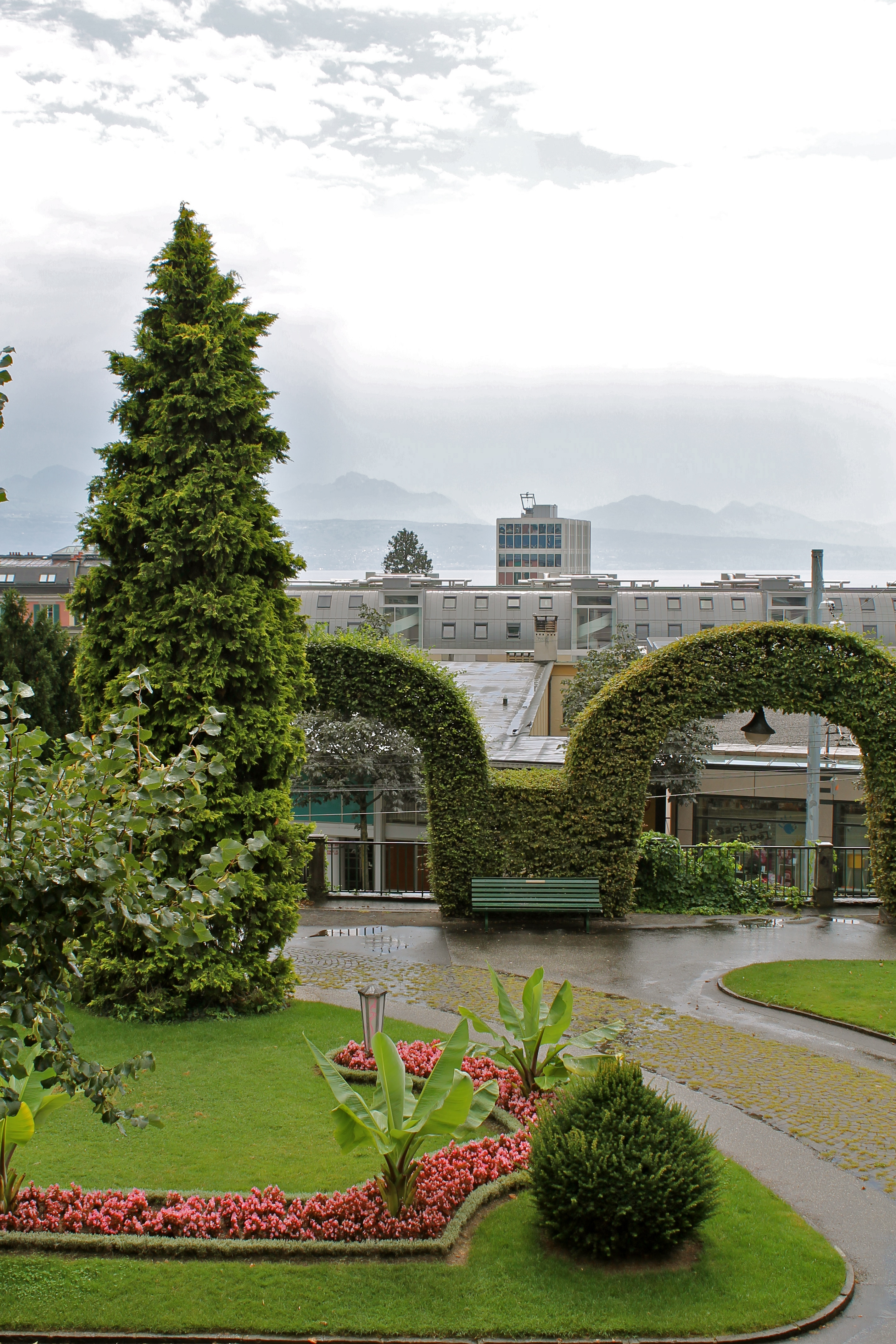
Le jardin supérieur.
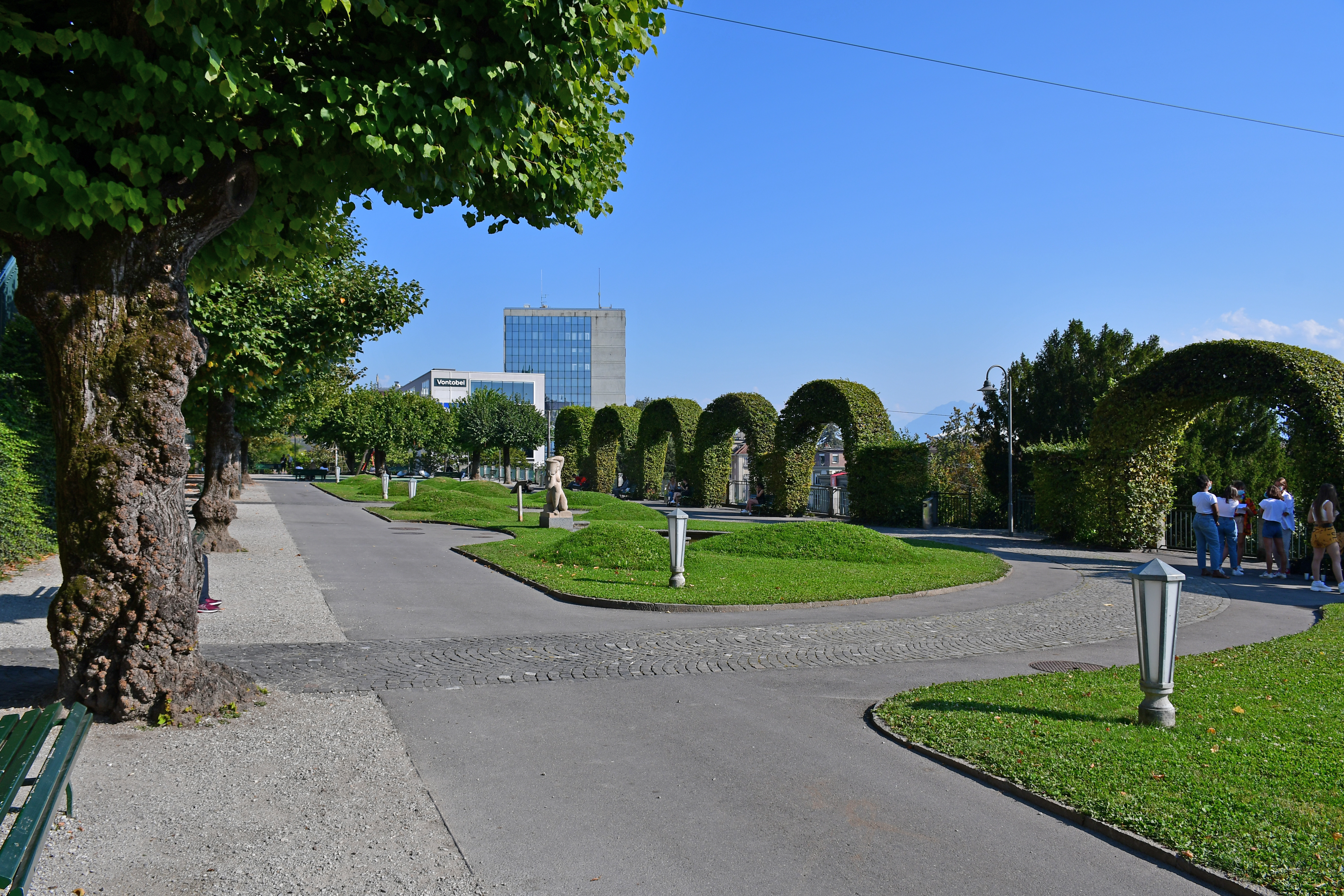
Le niveau supérieur, ses topiaires et ses lampes de 1950 fichées dans le sol.
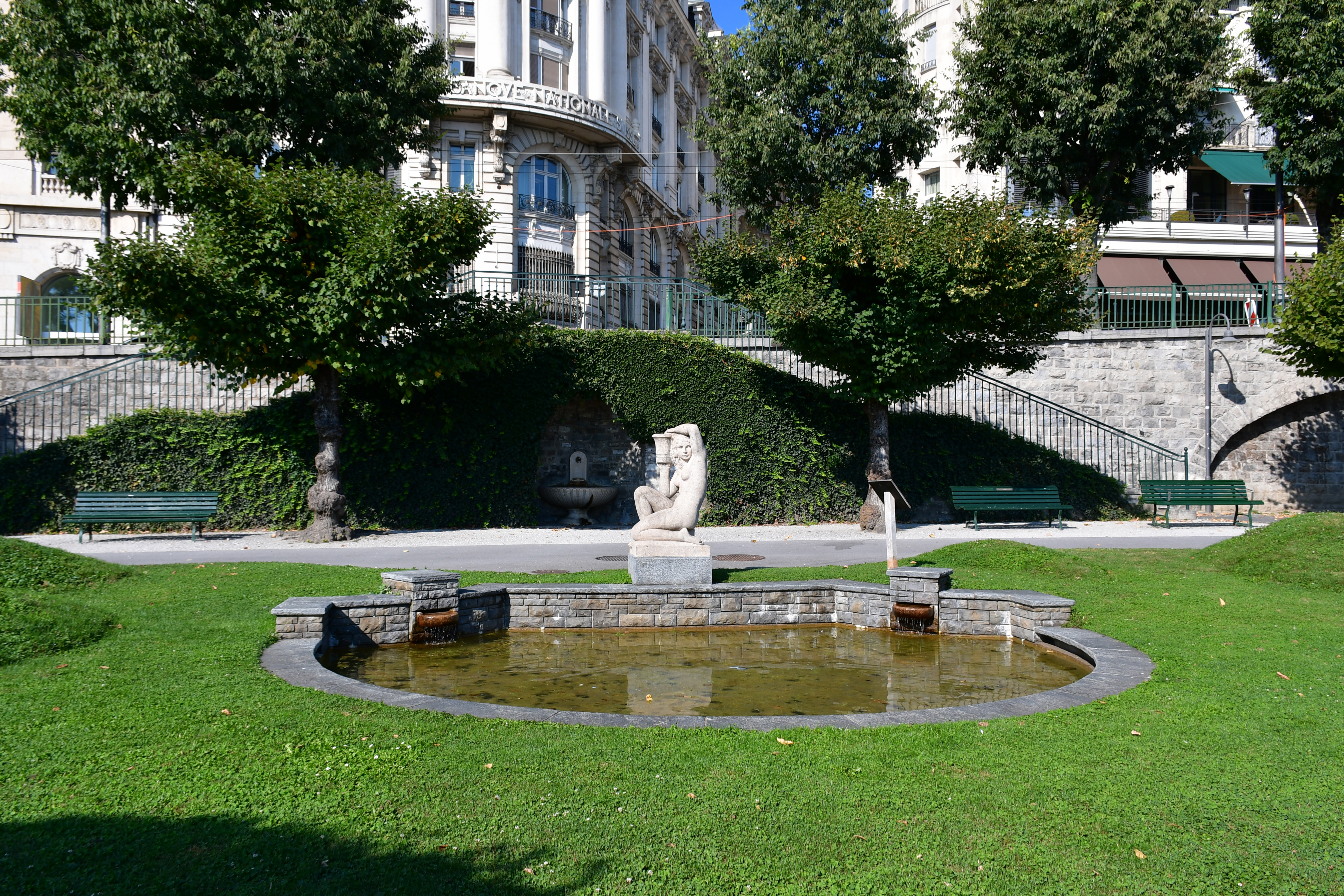
Le bassin du niveau supérieur.
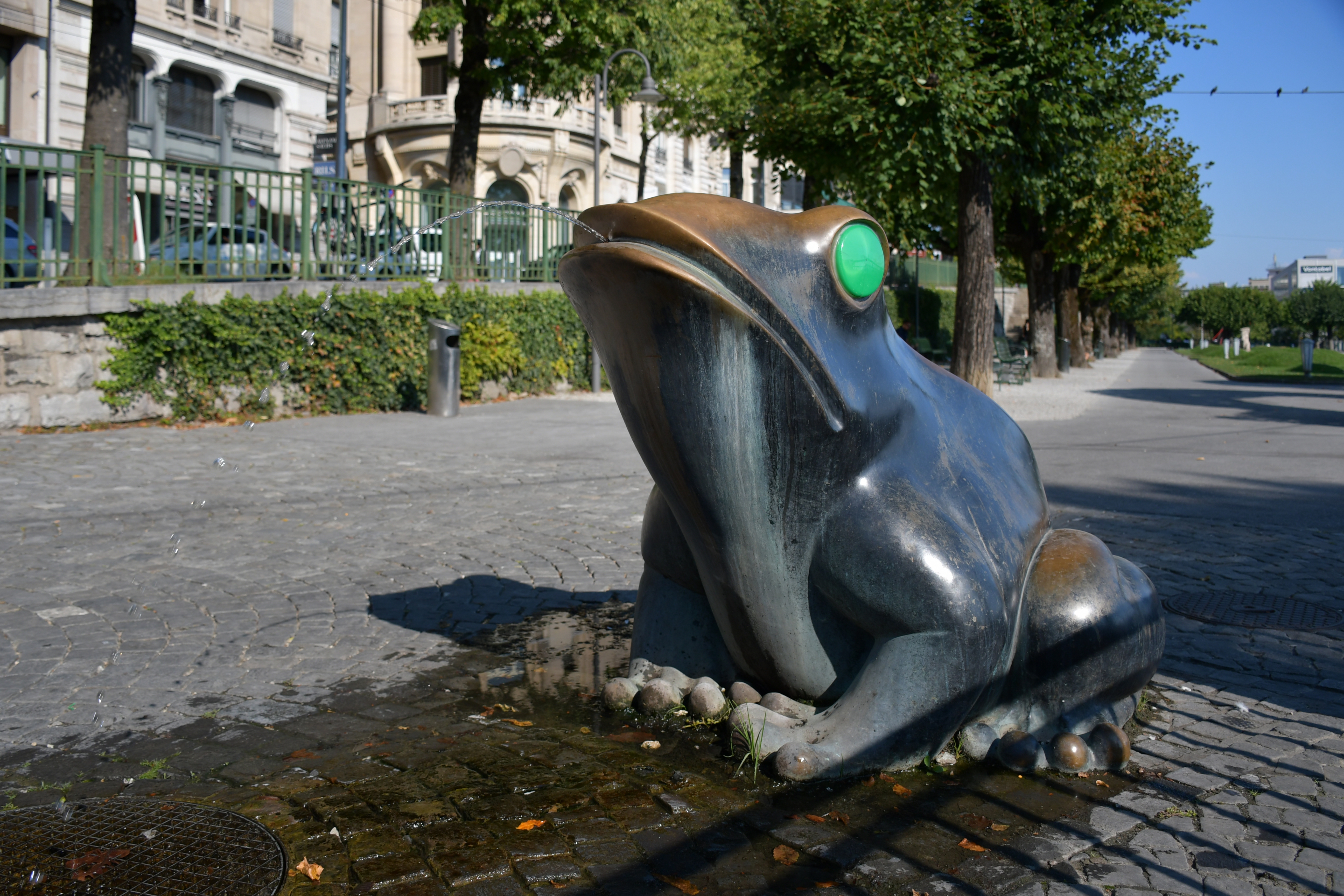
Le Crapaud de Bourg et la Princesse, d'Ignazio Bettua, situé à l'entrée de la promenade.
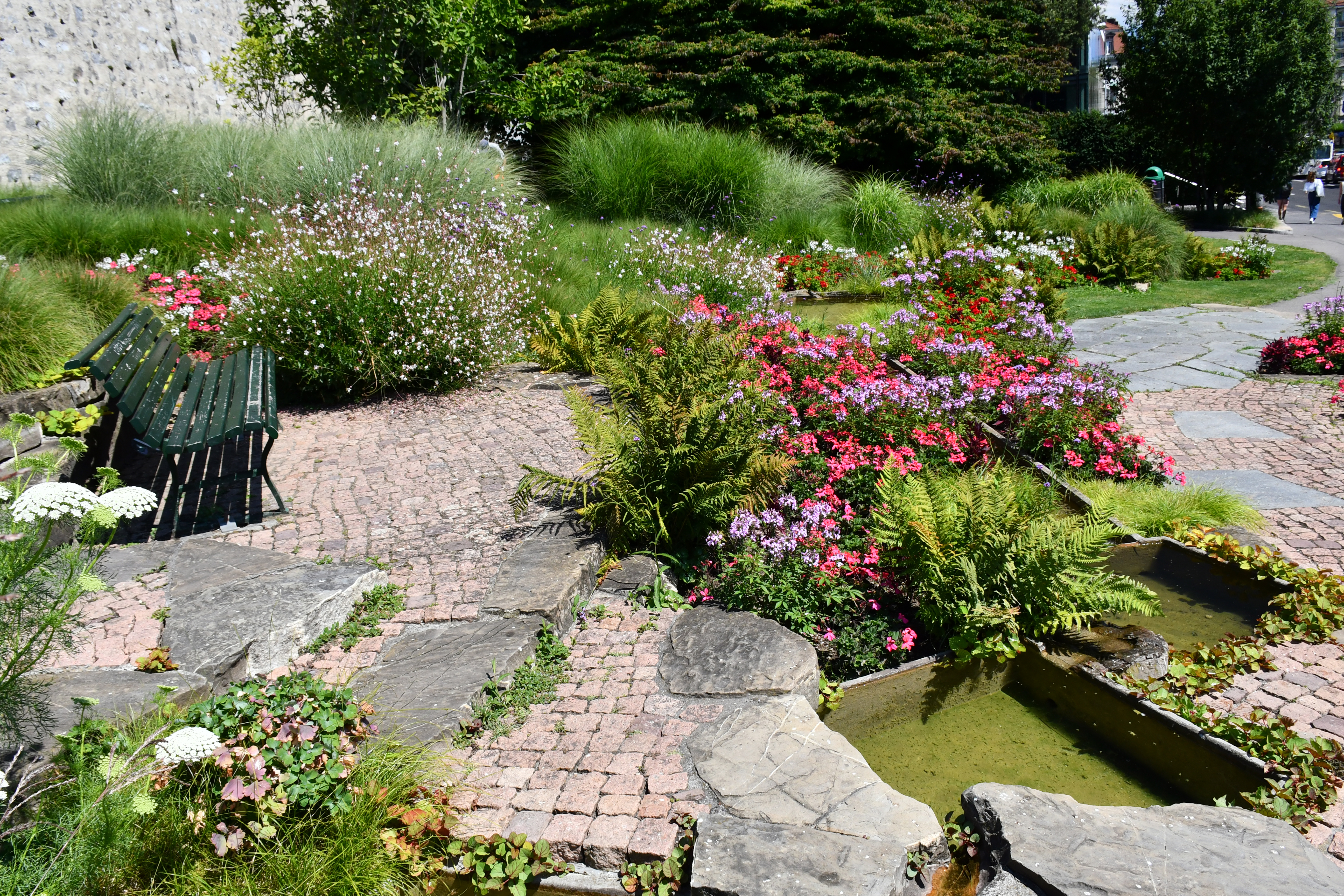
Le jardin inférieur.
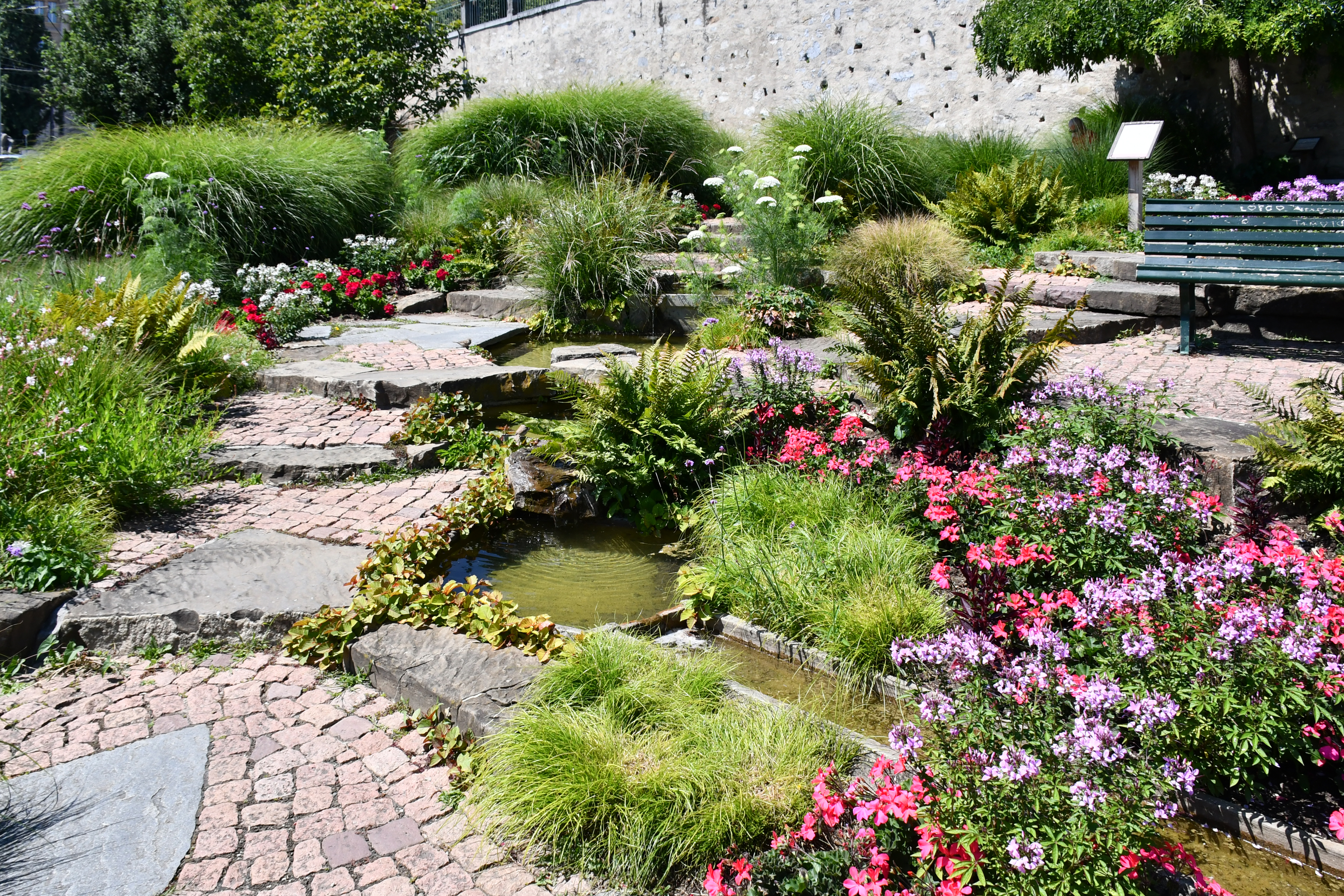
Détail du jardin inférieur.